# Sybra postbasicristata
Sybra postbasicristata är en skalbaggsart som beskrevs av Stefan von Breuning 1974. Sybra postbasicristata ingår i släktet Sybra och familjen långhorningar. Inga underarter finns listade i Catalogue of Life.